# Municipio de Myrtle (Nebraska)
El municipio de Myrtle (en inglés: Myrtle Township) es un municipio ubicado en el condado de Custer en el estado estadounidense de Nebraska. En el año 2010 tenía una población de 102 habitantes y una densidad poblacional de 0,73 personas por km².

## Geografía
El municipio de Myrtle se encuentra ubicado en las coordenadas 41°22′22″N 99°15′52″O / 41.37278, -99.26444. Según la Oficina del Censo de los Estados Unidos, el municipio tiene una superficie total de 140.24 km², de la cual 140,24 km² corresponden a tierra firme y (0 %) 0 km² es agua.

## Demografía
Según el censo de 2010, había 102 personas residiendo en el municipio de Myrtle. La densidad de población era de 0,73 hab./km². De los 102 habitantes, el municipio de Myrtle estaba compuesto por el 100 % blancos. Del total de la población el 0 % eran hispanos o latinos de cualquier raza.